# Albert Mummery
Albert Frederick Mummery (10. září 1855 – 24. srpna 1895) byl anglický horolezec a publicista, jeden z nejlepších horolezců své doby. 
Provedl řadu prvovýstupů v Alpách, například na Aiguille du Grépon v Montblanském masivu (3482 m n. m.) nebo Dürrenhorn (4035 m n. m.). Roku 1879 provedl prvovýstup přes Zmuttgrat (severozápadní hřeben) na Matterhorn (4478 m n. m.). V roce 1894 vedl vévodu Ludvíka Amedea Savojsko-Aostského na vrchol Matterhornu, a to opět přes Zmuttgrat. 
Kromě Alp lezl také v Kavkazu, kde vystoupil například na horu Dychtau (5205 m n. m.). V roce 1895 provedl vůbec první pokus o výstup na osmitisícovku – Nanga Parbat (8126 m n. m.) v tehdejší Britské Indii. Při výstupu byl zavalen lavinou a zemřel.

## Dílo
- My Climbs in the Alps and Caucasus; 1895 (anglicky)